# Velocipéd

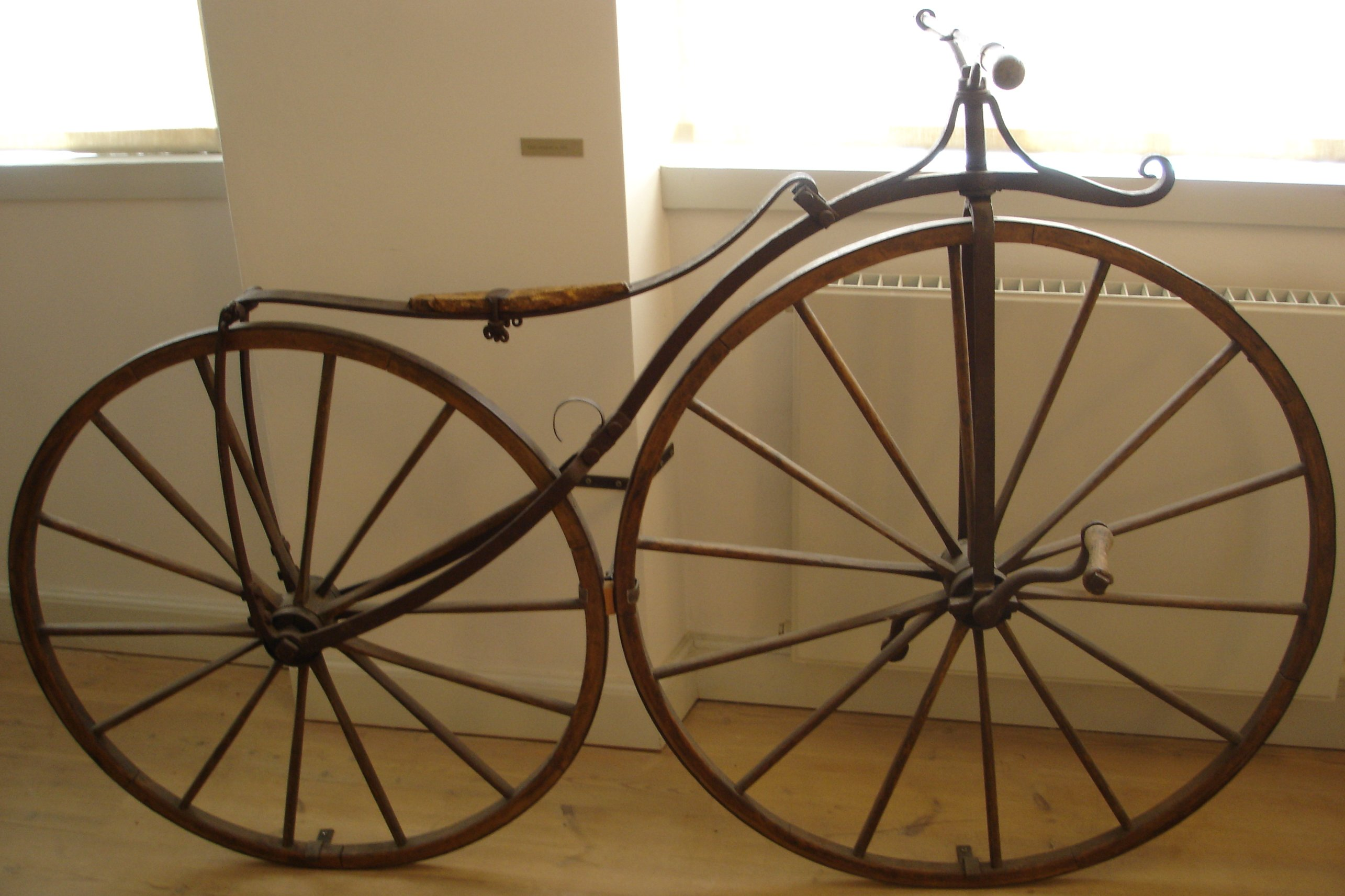
Pierre Michaux velocipédje 1865-ből

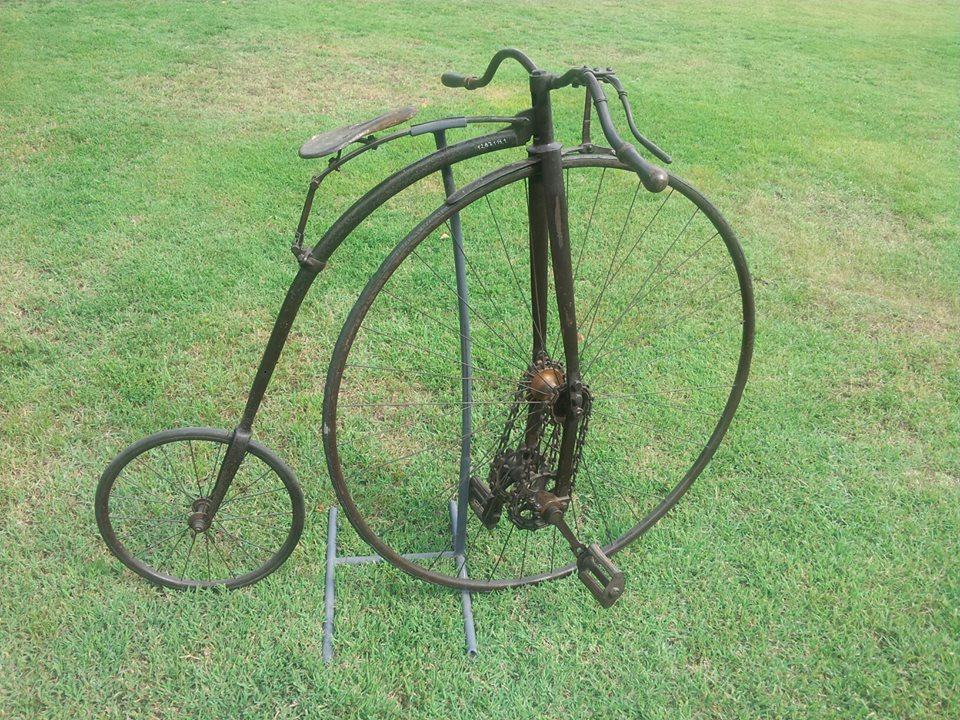
Velocipéd lánchajtással 1878-ból

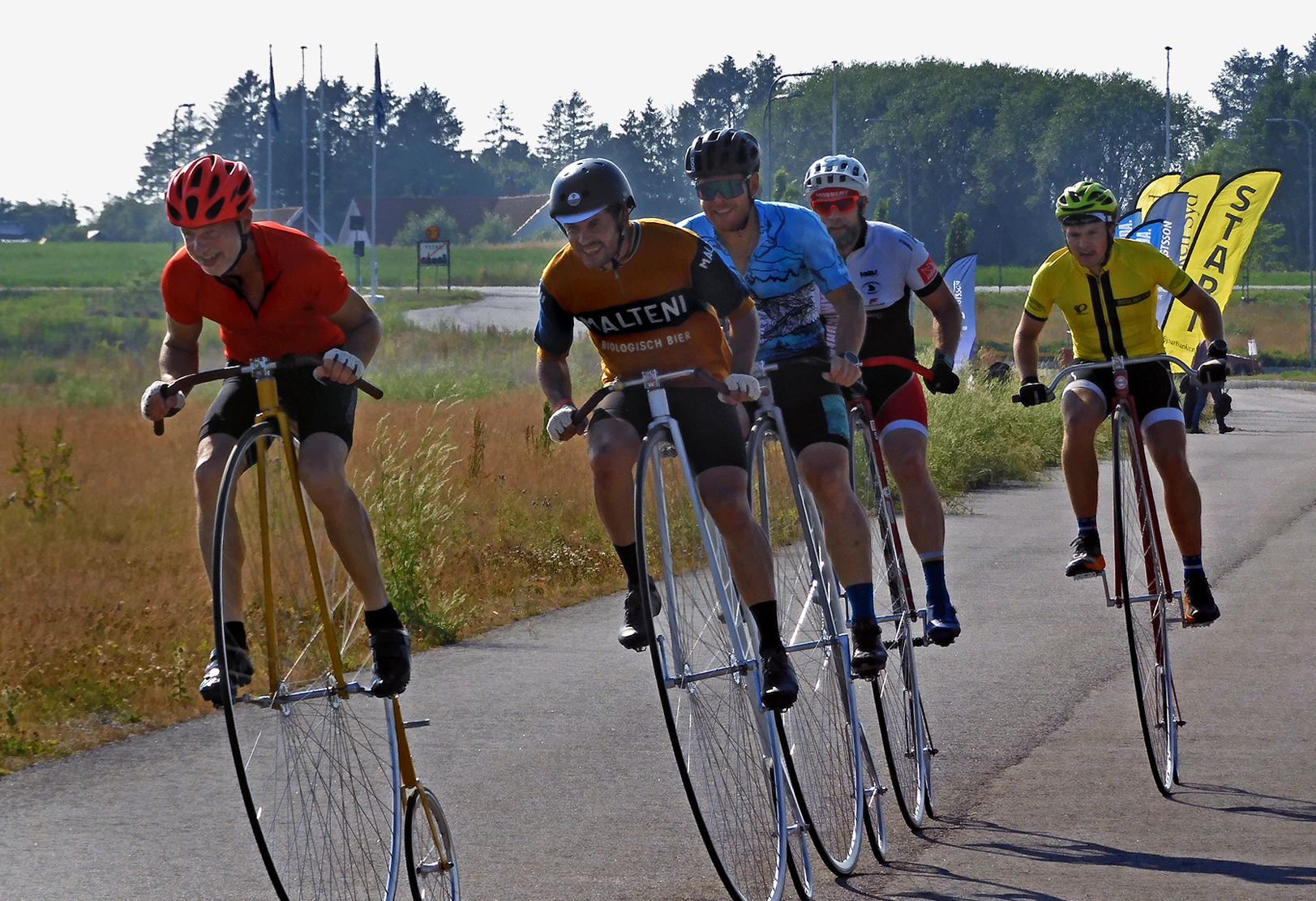
Velocipéd verseny (Svédország, Ystad, 2021)

A velocipéd a mai kerékpár előfutára.

## Története
A velocipéd a mai kerékpár régi változata. Az angol neve (penny-farthing) jól szimbolizálja a formáját, ami egy nagy kerék elöl és egy kicsi hátul. A kezdetleges, kizárólag földön futva, lökéssel hajtható kísérletek után ez volt az első, valóban közlekedésre használható szerkezet. A különbség a mai kerékpár és a velocipéd között a meghajtásban van. A velocipédek esetében ugyanis közvetlenül az első kereket hajtják meg. Az áttétel hiánya miatt az első kerék átmérője a mai, általánosan használt 26” helyett akár 56” is lehet.
Az 1860-as évek elején (1861-ben?) Franciaországban Pierre Michaux készítette el a velocipéd első mintapéldányát. A fából készített szerkezet a későbbi velocipédek minden elemét tartalmazta már.
Azt, hogy az új közlekedési eszközzel már valóban nagy távolságokat lehetett megtenni, jól jelzi Borbély György tordai tanár útja. A Kolozsvári Athlétikai Club sportembere az 1880-as évek végén, az 1889-es világkiállítás által motiválva kerekezett velocipéddel Párizsba, majd visszafelé Torinót is útba ejtette, ahol Kossuth Lajos élt. Mint Borbély is írja könyvében a velocipéddel való közlekedés abban az időben nem volt veszélytelen. Az akkori utakon akár fejre eséssel végződő bukás is lehetett a velejárója.

Elindulás egy modern velocipéddel
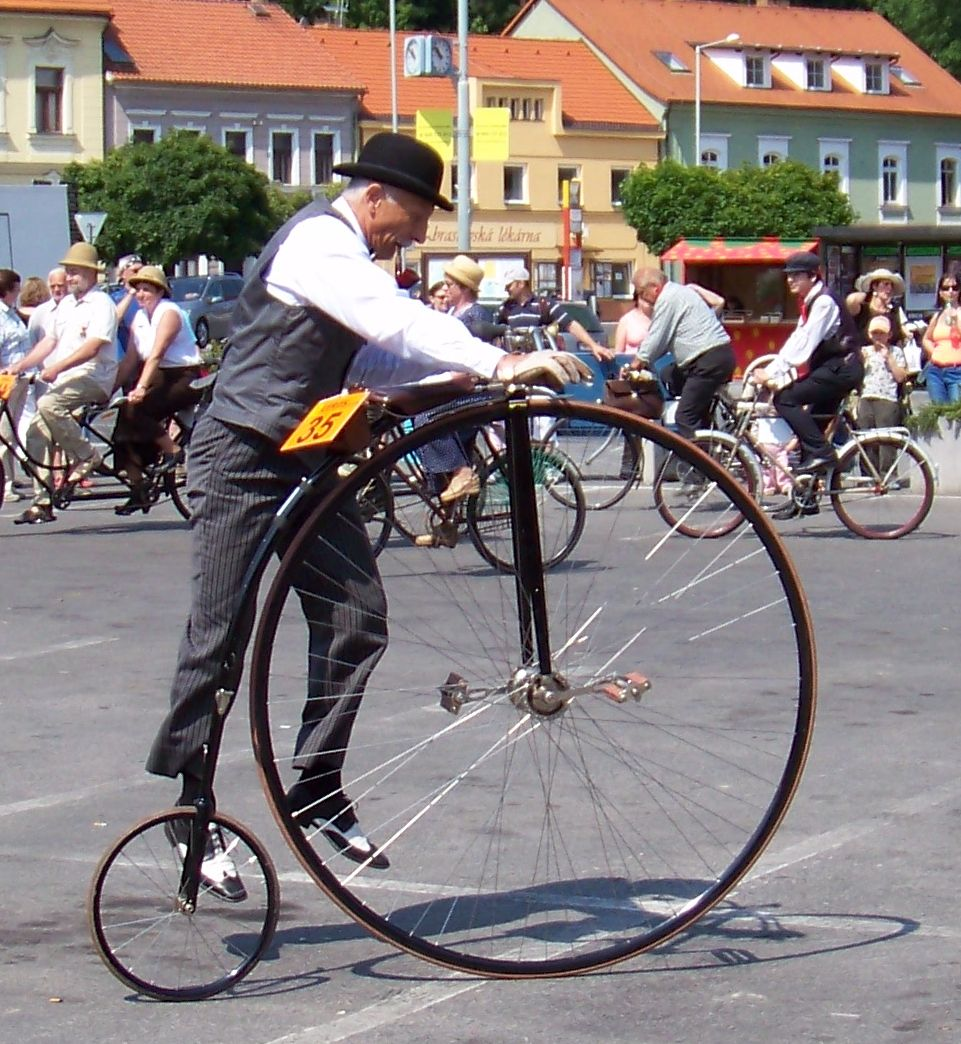
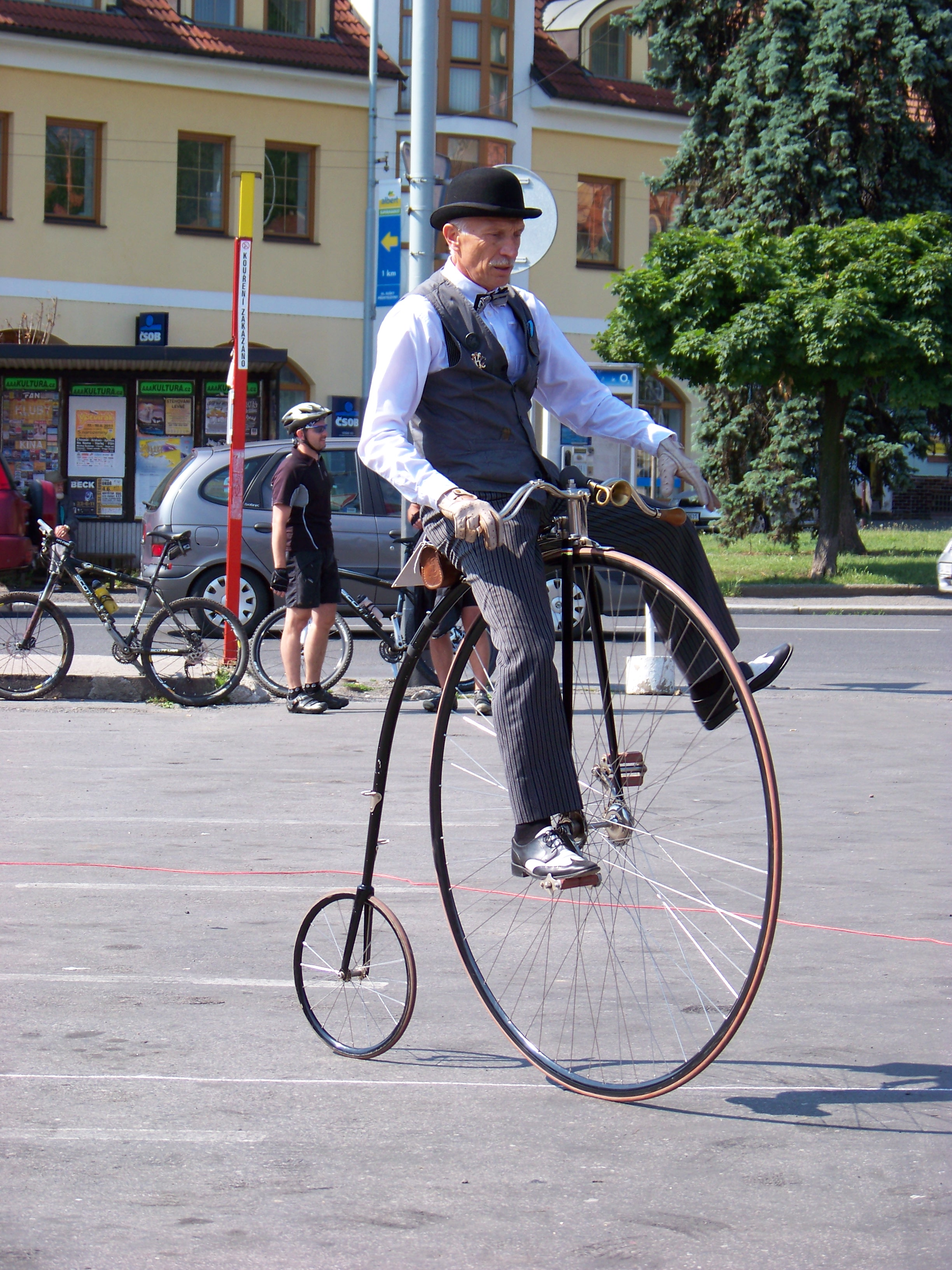
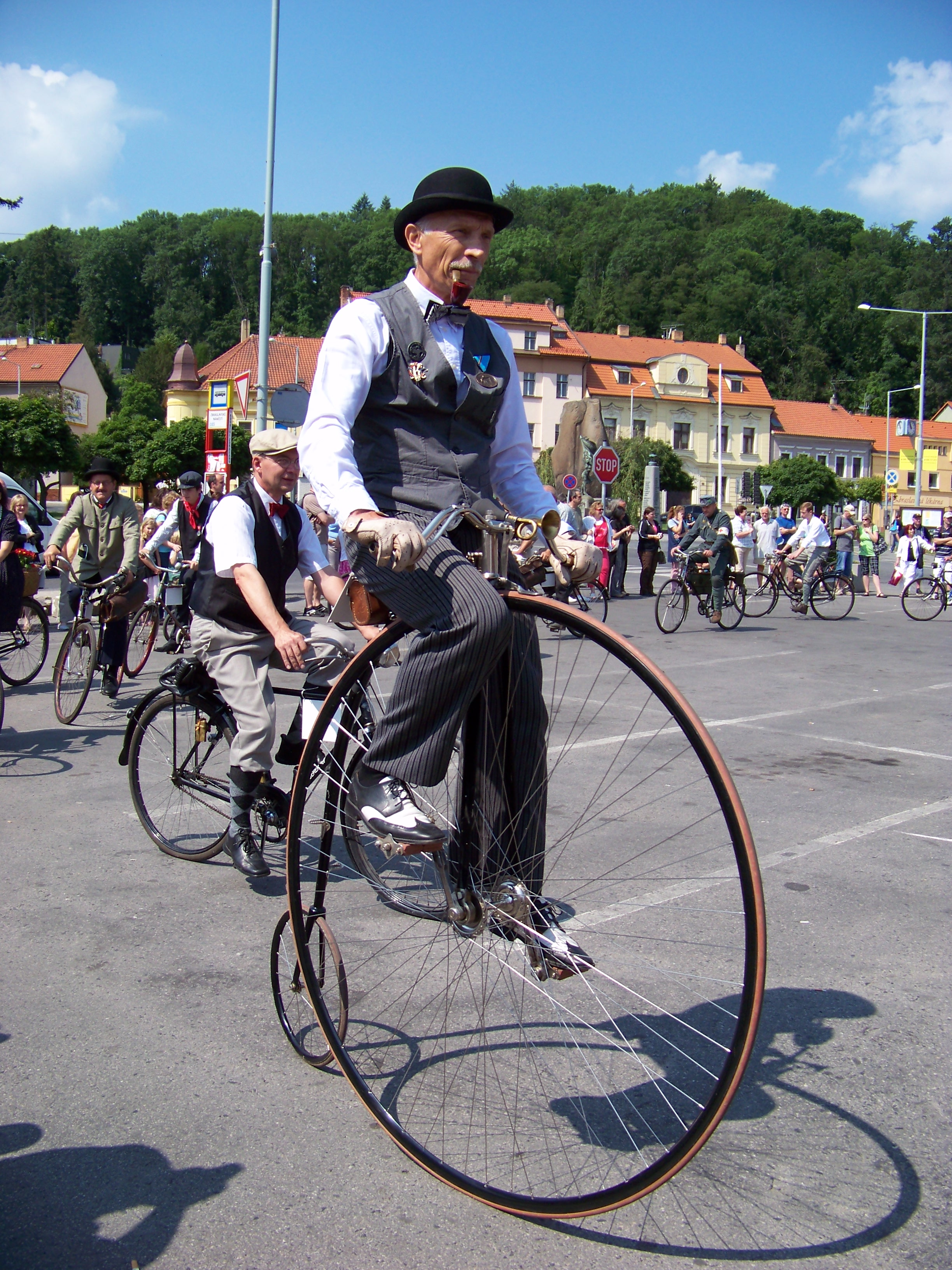
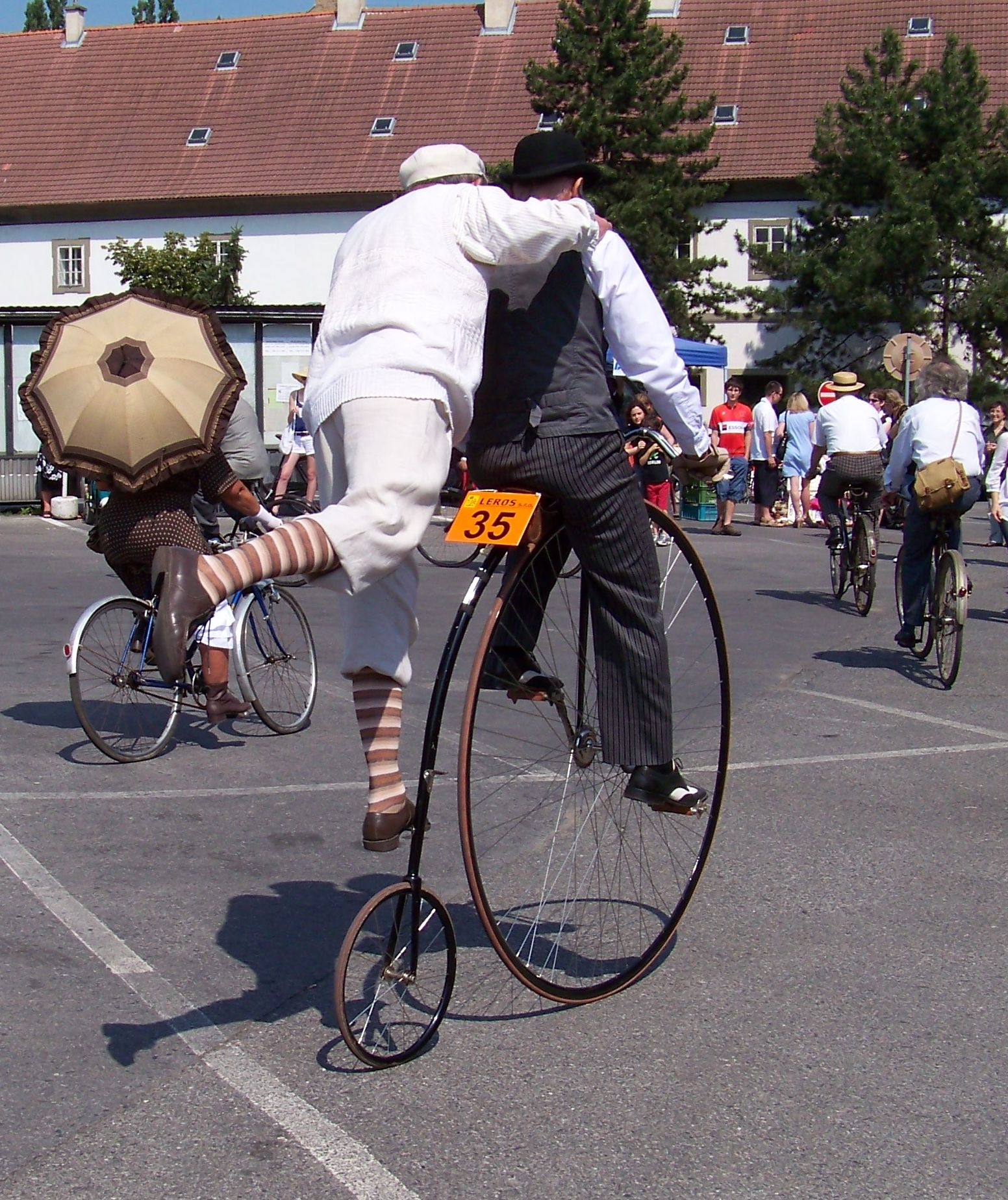

## További információk

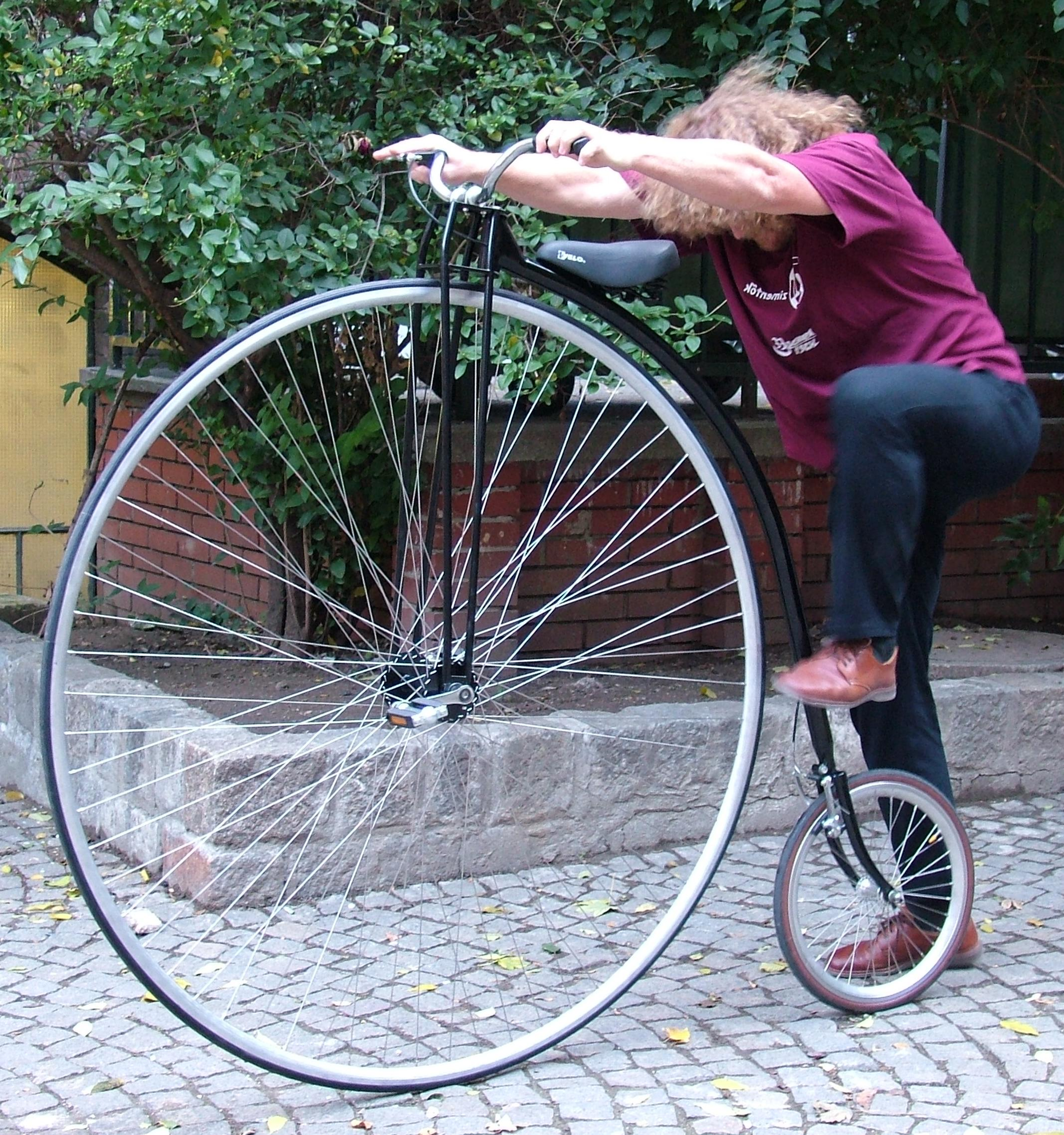
Elindulás egy modern velocipéddel